# Eldridge Mohammadou
Eldridge Mohammadou, né le 15 janvier 1934 à Garoua, d’un père anglais et d’une mère peule, et décédé le 18 février 2004 à Maiduguri (Nigeria), est un historien camerounais, spécialiste de l'histoire du Cameroun et des traditions orales des populations du Nord et du Centre, particulièrement des Peuls.

## Biographie

### Enfance, formation et débuts
Eldridge Mohammadou est né à Garoua le 15 janvier 1934. Sa mère est peule camerounaise et son père britannique. Il fait des études de droit à Bordeaux et à l’Institut des hautes études d’Outre-mer (1959-60).

### Carrière
Eldridge Mohammadou enseigne à l’Université de Ngaoundéré au Cameroun. Il commence aux ministères des Finances et des Affaires étrangères (1960-1961). Puis il est chef de Cabinet du vice-président de la République fédérale du Cameroun (1962-1963). En 1963, il quitte les cabinets ministériels. Il anime alors des structures de recherche telle l’Institut des sciences humaines à la station de Garoua (1980-1991).
Indépendant d’esprit et non-conformisme, il est détaché des agréments matériels et vit sobrement. Sa passion pour l'histoire nait alors qu’il est administrateur. Marginalisé du fait de manque de diplôme de thèse dans son parcours, il migre au Nigéria ou il exerce comme professeur associé au Centre for Transaharian Studies à Maiduguri. Ses recherches sur l’histoire reçoivent un écho favorable au Japon.
Eldridge Mohammadou se lance dans la collecte des traditions orales à caractère historique des peuples du Cameroun septentrional, puis central, travail de pionnier poursuivi trois décennies durant. Il en résulte une œuvre abondante et incontournable.
Il a milité en faveur des sources orales et de la collecte des traditions, auprès d'érudits locaux. Il laisse des archives sonores à Ngaoundéré.
Sa connaissance de l’allemand et de l’écriture gothique, du fulfulde, du français et de l’anglais, lui permet de dresser des catalogues des archives allemandes du Cameroun de traduire en français les études de Struempell et von Briesen et de Frobenius portant sur le Nord Cameroun.
Il compile les manuscrits en arabe et en ajami possédés par l’aristocratie peule.
Il anime pour le grand public les émissions aux radios locales CRTV Adamaoua, Sawtu Linjila et radio Garoua.
Il déclare : 
Eldridge Mohammadou, dans Traditions historiques des peuples du Cameroun central, vol. 1, p. 5.

### Mort
Eldridge Mohammadou meurt le 18 février 2004 à Maiduguri au Nigeria. Dans un hommage post mortem le 26 février 2004, Thierno Bah affirme : « Notre ami Eldridge, sobre comme un chameau, vivant hors de ce monde, loin de tout conformisme, a droit à des funérailles officielles dans sa ville natale de Garoua». Il est enterré le  28 février 2004.

## Sélection de publications

### Ouvrages
- L'Histoire de Tibati : chefferie foulbé du Cameroun, Éditions Abbia et Éditions Cle, Yaoundé, 1965
- Les Ferrobe du Diamaré : Maroua et Petté, Niamey, 1970.
- Le Royaume du Wandala ou Mandara au XIXe siècle, Onarest, Bamenda, 1975
- L’Histoire des Peul férobé au Diamaré, Maroua et Petté, Ilcaa, Tokyo, 1976.
- Les royaumes du plateau de l'Adamaoua au XIXe siècle, Ilcaa, Tokyo, 1978.
- Catalogue des Archives coloniales allemandes du Cameroun, Archives nationales de Yaoundé, Ilcaa, Tokyo, 1978.
- Ray ou Rey-Bouba. Traditions historiques des Foulbé de l’Adamaoua, Musée dynamique du Nord-Cameroun, Onarest, Éditions du CNRS, Paris, 1979.
- Garoua. Tradition historique d’une cité peul du Nord-Cameroun (en collaboration avec Modibbo A. Massoro), Paris, Éditions du CNRS, Paris, 1980.
- Idriss Aloma, ou, L'apogée du Kanem-Bornou, Les Nouvelles Éditions africaines, 1983.
- Traditions d’origines des peuples du Centre et de l’Ouest du Cameroun, Ilcaa, Tokyo, 1986.
- Peuples et sociétés traditionnelles du Nord-Cameroun, études de Leo Frobenius (traduit de l’allemand), F. Sterner Verlag, Wiesbaden, 1987.
- Les lamidats du Diamaré et du Mayo-Louti au XIXe siècle (Nord-Cameroun), Institute for the study of languages and cultures of Asian and Africa, Tokyo, 1988
- Traditions historiques des peuples du Cameroun central, vol. 1, Mbere et Mboum Tikar, Ilcaa, Tokyo, 1990.
- Traditions historiques des peuples du Cameroun central, vol. 2, Ni-Zoo, Vouté et Kondja, Ilcaa, Tokyo, 1991 (compte-rendu par Jean-Louis Siran en 1994, Cahiers d'études africaines, vol. 34, no 133, p. 508-510, [lire en ligne]).
- Climat et histoire en Afrique centrale aux XVIIIe et XIXe siècles : l'expansion Baare-Tchamba de la Haute-Bénoué, Cameroun, Vol. 1, Nagoya University, 2004

### Articles
- « Pour servir à l’histoire du Cameroun : la chronique de Bouba Njidda Rey », Abbia, 1963, 4.
- « Histoire des Lamidats peul de Chamba et Tibati », Abbia, 1964, 6.
- « Un manuscrit peul sur l’histoire de Garoua », par Mal Hammadou Bassoro, Abbia, 1965, 8.
- « Pour une histoire du Cameroun central : les traditions historiques des Vouté ou “Sapouté” », Abbia, 1967, 16.
- « Yeerwa, une épopée des Peul Yillaga de l’Adamawa », Camelang, 1, 1969.
- « Les Peul du Niger oriental : groupes ethniques et dialectes », Camelang, 2, 1969.
- « Notes sur les Tikar et les Mambila », Société camerounaise d’histoire, 1, Yaoundé, 1972.
- « Kalfu ou l’émirat peul de Baguirmi et les Toorobbé de Sokoto », Afrika Zamani, 1975, 4.
- « Introduction à l’histoire des Yillaga de Bindir », in Christian Seignobos et Henri Tourneux, Chronique des Peul de Bindir, Université de Ndjamena, 1978.
- « La Région de la Haute Bénoué avant le XIXe siècle », Communication au Séminaire L’Histoire du Soudan central avant 1804, Zaria, ABU, 1978.
- « L’implantation des Peul dans l’Adamawa : approche chronologique », in Claude Tardits (dir.), La Contribution de la recherche ethnologique à l’histoire des civilisations du Cameroun, Éditions du CNRS, Paris, 1981.
- « Approche historique du peuplement des Monts Mandara », Sudan Sahel Studies, Tokyo, 1984.
- « Envahisseurs du Nord et Grassfields camerounais aux XVIIIe et XIXe siècles : le cas du Bamoum », Sudan-Sahel, I, 1986.
- « Islam et urbanisation dans le Soudan central au XIXe siècle : la cité de Maroua (Nord-Cameroun) », The Proceedings or International Conference on Urbanism in Islam, Tokyo, 1989, vol. 4.
- « Le soulèvement mahdiste de Goni Waday dans la Haute-Bénoué (juillet 1907), Africa, 4, Ethnological Studies, 31, Osaka, 1992.
- « Les sources de l’exploration de l’Adamawa et du Bornou allemands (1893-1903) : Passage, Dominik, Baeur », Paideuma, 1994, no 40.
- « L’empreinte du Borno sur les Foulbe de l’Adamawa et leur langue », Ngaoundéré-Anthropos, 1996, vol. 1.
- « A Kanuri Imprint on Adamawa Fulbe and Fulfulde », in N. Cyffer et T. Geider (ed.), Advances in Kanuri scholarship, Köln, 1997.
- « Chronique royale vs histoire. Le facteur Baare et le Bamoum au XIXe siècle », in D. Ibriszimow et R. Leger (dir.), Festschrift zum 65 Geburtstag Prof. H. Jungrainthmayr, Köln, 1997.
- « Le poney conquérant des savanes du Cameroun central (c. 1750-1850) », in Catherine Baroin et Jean Boutrais (dir.), L’homme et l’animal dans le bassin du lac Tchad, IRD, Paris, 1999.
- « Nouvelles perspectives de recherche sur l’histoire du Cameroun central au tournant du xviiie siècle, l’invasion Baare-Tchamba », Ngaoundéré-Anthropos, 1999, vol. 4.